# Jørgen Jensen (arkæolog)
 Der er flere personer med dette navn, se Jørgen Jensen.
Jørgen Jensen (30. juli 1936 – 2. marts 2008) var en dansk dr.phil., arkæolog, forfatter og tidligere museumsinspektør ved Nationalmuseet i København.
Jørgen Jensens primære faglige felt var bronzealderen, om hvilken han skrev sin doktordisputats med titlen Bronzealderens slutning — et nordeuropæisk perspektiv (1999), som indbefatter bogen Fra Bronze- til Jernalder (1997). Som inspektør på Nationalmuseet havde han ansvaret for oldtidsudstillingen. Dette emne blev også genstand for hans hovedværk, Danmarks Oldtid (2001-04), som han allerede flere år før havde behandlet i lidt mindre omfang i form af et bind i Politikens og Gyldendals Danmarkshistorie (1988). Bind 4 af Danmarks Oldtid vandt prisen som Årets historiske bog i 2004. Det var andet år, at prisen blev uddelt af Dansk Historisk Fællesråd.
Som forsker arbejdede Jørgen Jensen ved University of California, Berkeley i USA og ved Det Humanistiske Forskningscenter på Københavns Universitet. I 1989 blev han medlem af Det Kgl. Danske Videnskabernes Selskab.
Jørgen Jensen modtog mange priser for sine evner til at formidle historie. Blandt andet Erik Westerby-Prisen (1991), Søren Gyldendal-prisen (1992) og Carl Jacobsens Museumslegat (1993). Værket Danmarks Oldtid blev i 2004 udnævnt til årets historiske bog af Dansk Historisk Fællesråd og til årets bog af Weekendavisens læsere med Weekendavisens Litteraturpris. Desuden modtog Jørgen Jensen også Svend Bergsøes Fonds Formidlingspris (2002), H.O. Lange-prisen (2005), Amalienborgprisen (2005) og Gad Rausings pris för framstående humanistisk forskargärning (2005). I 2005 modtog han prisen som Årets Arkæolog for sit arbejde med Danmarks Oldtid.
1979-83 og 1986-90 var Jørgen Jensen fast paneldeltager i den populære arkæologiske tv-quiz Hvad er det? på Danmarks Radio, der havde journalisten Piet van Deurs som vært.